# King Lear (film, 1987)
Pour les articles homonymes, voir Lear.
Pour plus de détails, voir Fiche technique et Distribution.
King Lear est un film americano-bahaméo-français  réalisé par Jean-Luc Godard, sorti en 1987.
Le film est une adaptation de la tragédie en cinq actes Le Roi Lear de William Shakespeare, le 26 décembre 1606 au Palais de Whitehall. 

## Synopsis
Arrivé dans un hôtel suisse pour participer au scénario d'un film de Godard inspiré du Roi Lear, un grand écrivain américain décide de renoncer et de rentrer aux États-Unis. Sa fille, qui l'accompagne, remarque que le texte mentionne Don Learo, qui lui semble être un nom de truand.
Le scénario raconte l'histoire de William Shakespeare Jr. V, venu du Danemark à la recherche des œuvres de son illustre ancêtre, perdues après la catastrophe de Tchernobyl qui a entraîné la perte de toute la culture de l'humanité. Shakespeare Jr. surprend une conversation à une table voisine du restaurant : Don Leàr, un vieux mafioso italo-américain, annonce à sa fille qu'il veut diviser son royaume criminel entre elle et ses deux sœurs. L'une des raisons pour lesquelles Shakespeare jr. est venu sur les rives du lac suisse pour ses recherches est qu'un survivant de la catastrophe, spécialisé dans les arts visuels, y réside.
Shakespeare jr. se rend chez le professeur Pluggy, un individu original qui tisse dans ses cheveux des câbles électriques de toutes les couleurs et qui s'étonne qu'il existe encore des gens qui écrivent dans le monde. Il semble que Pluggy ait réinventé le cinéma, l'industrie de l'image. Petit à petit, le jeune homme parvient à reconstituer la quasi-totalité de la tragédie de son ancêtre.
Vingt ans se sont écoulés, l'industrie du cinéma renaît. Shakespeare se rend dans un studio de montage dirigé par M. Alien, qui lui permettra de terminer un film sur le Roi Lear.

## Fiche technique
- Titre original : King Lear
- Réalisation : Jean-Luc Godard
- Scénario : Jean-Luc Godard, Norman Mailer et Herschel Rubin
- Photographie : Sophie Maintigneux (non créditée)
- Société de production : Cannon Films
- Société de distribution : Bodega Films
- Pays de production : États-Unis,  Bahamas,  France
- Langue originale : anglais, français
- Format : Couleur
- Genre : Drame post-apocalyptique
- Durée : 90 minutes
- Dates de sortie : 
  - France : 17 mai 1987 (Festival de Cannes 1987) ; 3 avril 2002 (sortie nationale)
  - États-Unis : 22 janvier 1988

## Distribution
- Menahem Golan (non crédité) : lui-même (commentaire)
- Jean-Luc Godard : lui-même (commentaire) / Professeur Pluggy
- Tom Luddy (non crédité) : lui-même (commentaire)
- Norman Mailer : lui-même / Roi Lear
- Kate Mailer (en) : elle-même / Cordélia
- Peter Sellars : William Shakespeare Jr. V, un descendant de William Shakespeare
- Burgess Meredith : Don Learo
- Molly Ringwald : Cordélia
- Suzanne Lanza (en) (non créditée) : lutin
- Leos Carax : Edgar
- Julie Delpy : Virginia
- Michèle Pétin (sous le nom de « Michèle Halberstadt ») : Journaliste
- Freddy Buache (sous le nom de « Professeur Quentin ») : Grigori Kozintsev
- Woody Allen : M. Alien

## Production et genèse du film
Lors du Festival de Cannes 1985, après la présentation de son film Détective, Godard est présenté au producteur Menahem Golan, qui, avec Yoram Globus, dirige la société Cannon. Le réalisateur accepte de faire un film aux États-Unis et propose le Roi Lear de Shakespeare comme sujet, le producteur alloue immédiatement un budget de 1 million de dollars. Le MoMA (Museum of Modern Art) de New York tentera d'acheter quelques années plus tard la serviette de restaurant sur laquelle Golan et Godard ont signé le premier contrat, mais le producteur refuse de la céder.
Comme d'habitude, Godard semble s'intéresser d'une part aux habituels vols de films au détriment de la production ; mais il y a aussi son désir de reprendre le projet d'un film sur la relation père-fille qu'il avait chéri à l'époque de sa relation avec Myriem Roussel, la protagoniste de son Je vous salue, Marie (1985). Les producteurs ont demandé un scénario à l'écrivain américain Norman Mailer, qui n'a accepté qu'à condition que Cannon finance également un film adapté de son roman Les vrais durs ne dansent pas (The Tough Guys Don't Dance).
Le texte de Mailer est une histoire dans le monde de la mafia que Godard se garde bien de lire ; au contraire, il lui propose de le mettre de côté et de jouer plutôt dans le film, avec ses trois filles : il sera un écrivain chargé d'écrire un résumé de la pièce de Shakespeare. Il fait également semblant d'accepter qu'il tourne à New York, mais veut commencer en Suisse et invite Mailer et sa famille chez lui.
L'expérience professionnelle est très brève, Mailer et Godard se disputent presque immédiatement et l'écrivain prend l'avion du retour. À partir de ce moment, une grande partie du budget du film, qui passe de 1,5 million de dollars à 3 millions, est dépensée par Godard en voyages en avion entre la Suisse, la France et les États-Unis, soit au moins 70 vols au cours des deux années suivantes, dans la recherche spasmodique d'acteurs dont le réalisateur n'est jamais satisfait, ou qui refusent. Finalement, Woody Allen accepte d'apparaître dans le rôle d'un bouffon, à condition d'en discuter au préalable avec Godard.
Le 28 avril 1986, Godard enregistre un entretien de deux heures avec Allen qui deviendra un court-métrage de 26 minutes, Meetin' WA. De la prestation de Woody Allen dans le film Le Roi Lear, il ne reste cependant que quelques minutes vers la fin. Malgré l'important budget disponible, le tournage a été précipité en février 1987 autour du lac Léman.

## Diffusion et sortie
Le producteur a été scandalisé par la version finale du film dans lequel Godard utilisait notamment des conversations privées entre lui et Golan sur l'état d'avancement du film. Après une première projection au festival de Cannes 1987, le film n'est pas diffusé en France. Aux États-Unis, il ne reste que cinq jours à l'affiche et ne fait que 60 000 $ de recettes.
Ce n'est qu'en 2002, à l'initiative de l'entreprise Bodega Films, que le film est distribué en salle en France. Néanmoins, sa sortie en salle reste confidentielle et le film ne fait que 8 900 entrées.

## Accueil critique
En 1988, le film déclenche des réactions consternées de la part de la critique américaine. Jonathan Rosenbaum, du Chicago Reader est alors le seul critique à prendre le film au sérieux,. 
Richard Brody, critique au New Yorker et spécialiste de l'œuvre de Godard, considère King Lear comme l'un des plus grands films de tous les temps.